# Hard to Explain
«Hard to Explain» es una canción de la banda The Strokes, lanzada como sencillo en 25 de junio de 2001.
Pertenece al disco Is This It, el primer disco de estudio de la banda, realizado por el productor Gordon Raphael el 30 de julio de 2001, y anteriormente había aparecido en The Modern Age. La canción fue compuesta por Julian Casablancas. Tiene un vídeo dirigido por Roman Coppola, Johannes Gamble y Julian Casablancas. El videoclip consiste en la unión de secuencias de conciertos suyos, series de televisión, películas, etc.
La banda fue como invitado musical al programa Saturday Night Live interpretando este tema, así como en The Tonight Show with Jay Leno, Late Night with Conan O'Brien y Late Show with David Letterman. La canción debutó en el puesto 16 de las listas del Reino Unido. La revista NME incluyó esta canción en el número 3 de Las 100 canciones de la década, y en el número 56 entre Las 100 canciones de la década según la revista Rolling Stone.
"Hard to Explain" contiene las pistas de batería utilizando la compresión de rango dinámico y las técnicas de estabilización de estudio para hacerlos sonar como una caja de ritmos.
Julian Casablancas se casó con Juliet Joslin, él anunció el compromiso en varios eventos públicos como en el Central Park (Nueva York, Estados Unidos), donde antes de tocar la canción "Hard to Explain", dijo: Voy a casarme, y es "difícil de explicar"  ("I'm getting married and... It's 'Hard to explain'").[cita requerida]